# Shanweiniao
Shanweiniao (лат.) — род длинноклювых энанциорнисовых птиц из нижнемеловых отложений Китая. Включает единственный вид — Shanweiniao cooperorum.

## Описание
Shanweiniao представлен одной окаменелостью, состоящей из почти полного скелета с черепом, сплющенного между плитой и контрплитой. Остатки оперения не сохранились. Скелет, по-видимому, принадлежал взрослой особи. Ископаемое находится в коллекции Даляньского Музея Естественной Истории и имеет регистрационные номера DNHM D1878/1 и DNHM1878/2. Оно было найдено в костяном слое Dawangzhengzi формации Исянь, близ города Линъюань, провинция Ляонин.
Птицу назвала и описала команда исследователей под руководством Цзинмэй О`Коннор в 2011 году. Родовое название означает «веерохвостая птица» на китайском языке. Авторы описания сообщают, что Shanweiniao — единственная известная энанциорнисовая птица с хвостовой поверхностью, способной создавать подъёмную силу, как у современных птиц. Они также сообщают, что только одна другая мезозойская птица, Yixianornis grabaui, которая является базальным представителем птицехвостых, обладала подобной морфологией хвостового оперения. Видовое название дано в честь Карла и Линн Куперов, которые пожертвовали средства на изучение мезозойских птиц.
О`Коннор и др. обнаружили, что Shanweiniao является близким родственником Longipteryx, Longirostravis и Rapaxavis, которые вместе образуют группу длинноклювых птиц — Longipterygidae.
В более поздней публикации 2016 года О`Коннор и её коллеги заявили, что интерпретации морфологии хвоста этого вида спекулятивны из-за неполной сохранности перьев голотипа. Авторы отметили, что длиннокрылые энантиорнисы, такие как Shanweiniao, имели очень крепкие пигостили даже по стандартам энантиорнисовых птиц, в то время как у птиц, сохранивших явные признаки аэродинамического устройства оперения (Sapeornis, Chiappeavis, представители Ornithuromorpha), пигостили были относительно более тонкими. О'Коннор и др. также сообщили о наличии узких промежутков, видимых между некоторыми хвостовыми перьями голотипа Shanweiniao. Авторы сочли более вероятным, что у этой птицы были хвостовые перья с преобладанием стержня, подобные перьям, присутствующим у Paraprotopteryx.